# Wellington Koo
Vi Kyuin Wellington Koo (Cinese: 顾维钧；Pinyin: Gù Wéijūn; Wade-Giles: Ku Wei-chün) (Shanghai, 29 gennaio 1887 – New York, 14 novembre 1985) è stato un politico e diplomatico cinese, un'importante figura della prima metà del XX secolo.
Fu prima uno dei partecipanti alla Conferenza di pace di Parigi del 1919 e in seguito per due volte primo ministro, presidente e ambasciatore negli Stati Uniti dal 1946 al 1956. Nel 1919 fu tra i delegati cinesi alla fondazione della Società delle Nazioni e di nuovo nel 1945 alla fondazione dell'ONU.
Fu inoltre il primo cinese ad adottare un nome occidentale e, la sua morte a 98 anni, lo rende il più anziano capo di stato ad aver mai guidato la Cina.

## Biografia
Andò negli Stati Uniti e studiò la cultura occidentale per aiutare la Cina con i problemi dell'imperialismo. Parlava un inglese perfetto e corrente e si interessò alla posizione della Cina nella società internazionale.
Koo frequentò la Saint John's University di Shanghai, e successivamente il Columbia College, dove fu membro della Philolexian Society, un club di letteratura e dibattiti. Nel 1912 Koo conseguì il dottorato in Legge e Diplomazia Internazionale della Columbia University. Immediatamente tornò in Cina per servire la neonata repubblica come segretario di lingua inglese del presidente. Nel 1915 Koo fu nominato ambasciatore cinese negli Stati Uniti.
Nel 1919 fu uno dei delegati cinesi alla Conferenza di pace di Parigi, motivo per il quale divenne famoso. Davanti alle potenze occidentali e al Giappone, chiese che il Giappone restituisse lo Shandong alla Cina. Si distinse anche per la richiesta ai Paesi occidentali di abbandonare tutte le istituzioni imperialiste come il principio di extraterritorialità, i controlli tariffari, le guardie alle ambasciate e alle concessioni. Le potenze occidentali rifiutarono le sue richieste e, di conseguenza, la delegazione cinese alla Conferenza di pace di Parigi fu l'unica a non ratificare il Trattato di Versailles non partecipando alla cerimonia di firma.
Koo fu anche coinvolto nella formazione della Società delle Nazioni come primo rappresentante della Cina in tale consesso. Assunse l'incarico di presidente della Cina negli anni 1926-1927 durante un periodo caotico a Pechino. Prestò servizio in seguito come ministro degli Esteri per Zhang Zuolin e rappresentò la Cina alla Società delle Nazioni nella protesta contro l'invasione giapponese della Manciuria. Lavorò come ambasciatore cinese in Francia dal 1936 al 1940, finché la Francia non fu occupata dalla Germania, dopodiché fu ambasciatore cinese nel Regno Unito fino al 1946. Nel 1945 Koo fu uno dei membri fondatori dell'Organizzazione delle Nazioni Unite. In seguito fu ambasciatore negli Stati Uniti cercando di mantenere l'alleanza fra la Repubblica di Cina e gli Stati Uniti, mentre il Kuomintang cominciava a perdere la guerra contro il Partito Comunista Cinese e doveva ritirarsi a Taiwan.
Koo lasciò il corpo diplomatico cinese nel 1956 dopo 44 anni e due guerre mondiali; era il più esperto e rispettato diplomatico cinese. Nel 1956 Koo assunse la carica di giudice nella Corte internazionale di giustizia a L'Aia e servì come vicepresidente della stessa negli ultimi tre anni del suo mandato. Nel 1967 si ritirò a vita privata trasferendosi a New York, dove passò il resto della propria vita con la famiglia e gli amici fino alla morte, avvenuta nel 1985 all'età di 98 anni.

## Vita privata
Koo sposò nel 1908 Chang Jun-e, da cui divorziò nel 1912.
La seconda moglie di Koo fu Tang Pao-yu, la figlia più giovane dell'ex primo ministro cinese Tang Shaoyi e cugina della pittrice ed attrice Mai-mai Sze. Da lei ebbe due figli, Wellington Koo Jr. (nato nel 1921) e Freeman Koo (1923).
Wellington Koo sposò, in terze nozze, Oei Hui-lan (1899-1992), la quale era già stata sposata con il conte Hoey Stoker ed il diplomatico Clarence Huangson Young. Ella era uno dei 45 figli riconosciuti dal magnate dello zucchero Oei Tiong-ham, cinese con base a Giava. I coniugi Koo ebbero due figli, un maschio, Teh-chang Koo, ed una femmina, Patricia Koo.
Koo e la sua seconda moglie si separarono negli anni Cinquanta. Al tempo egli viveva con un'altra donna che presentava in società come sua moglie. Tuttavia, lui e Hui-lan non divorziarono mai. Sposò nel 1959 la sua quarta moglie, Yen Yu-ying (1905-2017), detta Juliana, che aveva già tre figlie, Genevieve (che sposò il fotografo, romanziere e compositore afroamericano Gordon Parks), Shirley e Frances Loretta Young.